# Avril Lavigne's Make 5 Wishes
Avril Lavigne's Make 5 Wishes é um mangá estilo HQ da cantora canadense Avril Lavigne, lançado apenas nos Estados Unidos e no Brasil pela Pixel Media (em parceria com a gravadora Sony Music).
Foi escrito por Joshua Dysart e criado pela desenhista Camilla D’Errico para a editora estadunidense Del Rey, sendo que a própria Avril Lavigne colaborou no desenvolvimento do projeto. O primeiro volume foi lançado dia 10 de abril de 2007, com o volume 2 lançado dia 3 de julho do mesmo ano.

## Opinião da crítica
Segundo o crítico Eduardo Nasi, do site Universo, especializado em HQs, no geral a história é interessante, com desenhos de qualidade. O contexto tem bons sentidos, identidades não-reais criadas por Hana para se relacionar com o mundo real. Na mesma hora se mantém uma narrativa lenta e densa de propósito, junto com um traço melancólico, que só se rompe com a estréia do demônio espevitado. E encerra dizendo que Make 5 Wishes tem o mesmo dilema das histórias em quadrinhos de super-heróis, mas que Hana a personagem principal não tem poderes, mas que o recebe após o desejo atendido.
Na revista brasileira de entretenimento, Rolling Stone, disse que o HQ é simples e previsível e cheios de narrativas "fofas", com seus personagens considerados modernos e que a cantora Avril Lavigne ficou meio apagada no primeiro volume. O texto não tem muita criatividade, mas os desenhos são bons e com alta qualidade, e encerra dizendo que esse mangá é bom para quem está começando a ler HQs.

## Sinopse
Volume 1
A história é sobre uma adolescente chamada Hana, que é a protagonista do mangá. Ela é solitária e impopular na escola, então ela passa a maior parte de seu tempo navegando na Internet. Sua "melhor amiga" é uma versão imaginária da cantora Avril Lavigne, que atua como a "consciência" de Hana, bem como uma amiga imaginária. Tornando-se cada vez mais isolada na vida, Hana um dia se depara com um site, make5wishes.com, que oferece a concessão de cinco desejos cobrados por uma taxa de $ 19,95. Ansiosa e desesperada para mudar sua vida, ela paga a taxa. Poucos dias depois, uma pequena caixa chega. Hana abre no quarto dela, uma criatura estranha de estatura pequena sai da caixa. A criatura faz amizade com ela e explica como funcionam os tais cinco desejos. Ela pediu seu primeiro desejo, mas as coisas não saem do jeito que ela teria pedido. Os desejos feitos pela criatura muitas vezes têm consequências imprevisíveis e não desejadas por completo, como causar a morte em um velho que Hana desejava não ter que falar com ele nunca mais.
Volume 2

Capa do volume 2 de Avril Lavigne's Make 5 Wishes.

A história segue a partir do volume 1, e detalhes de como Hana pretende continuar a afetar aqueles ao seu redor de maneira indesejada. Ela, após inicialmente gostar do demônio e nomeado Romeo, torna-se cada vez mais irritada e desconfiada dele. Depois de sobreviver a uma explosão em sua escola que mata um professor, Mr. Terry, e vários alunos, incluindo seus melhores amigos Jessica e Brian, outros desejos de Hana são concedidos só para quem ela gosta. Sua versão imaginária da Avril Lavigne agora raramente aparece, e Hana bloqueia o demônio dentro de sua casa, não querendo causar mais problemas futuros. No entanto, ela tem um último desejo, e sem pensar agarra-se em Romeu e faz seu último desejo, para aparecer a Avril Lavigne na vida real. Na escola, os outros alunos são muito mais agradáveis com Hana, e um a convida para um encontro de amigos em sua residência, localizado em uma pequena ponte na cidade. Hana vai à casa do aluno que lá tem uma grande coleção de roupas e Hana decide ir para o encontro como Avril Lavigne. Depois de se vestir, ela olha no espelho e vê a cantora olhando para ela. Ela percebe que seu último desejo foi concedido, e Romeu se enganou mais uma vez. Atormentada, ela corre para casa e pega caixa de Romeu e coloca-o de volta de onde veio. Outra pessoa que estava na ponte vem até ela e com comentários sobre como ela está bonita, imediatamente reconhecendo suas roupas como idênticas à Avril Lavigne. Com a criatura presa dentro da caixa, Hana atira-a da ponte. A mortalha de fogo desaparece e Hana está em paz, sabendo que o demônio nunca será capaz de machucar alguém novamente, até que ela percebe que a caixa está vazia e que Romeu fugiu. De volta à ponte, a multidão está atenta. A menina que estava conversando com Hana que remove a peruca para revelar seu longo cabelo loiro, que era a verdadeira Avril Lavigne que Hana estava conversando anteriormente.